# Ceratocystis

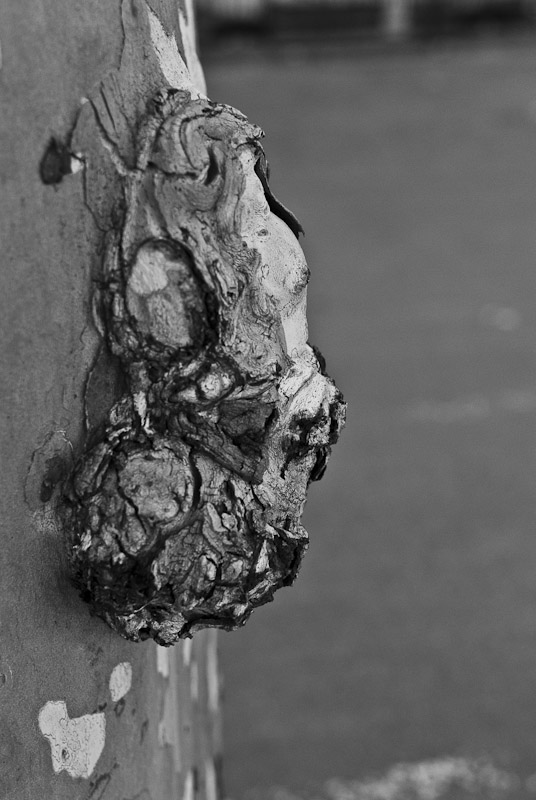
Rak platana wywołany przez Ceratocystis platani

Ceratocystis Ellis & Halst. – rodzaj workowców. Szeroko na świecie rozprzestrzenione grzyby mikroskopijne, saprotrofy i pasożyty. Są patogenami wywołującymi u roślin choroby grzybowe.

## Morfologia
Tworzą dwa rodzaje zarodników; chlamydospory i konidia (tzw. endokonidia). Dość duże i grubościenne chlamydospory o walcowatym kształcie powstają pojedynczo lub w łańcuszkach, są brunatne, jednokomórkowe. Niektóre gatunki wytwarzają także drobne, cylindryczne, jedno lub dwukomórkowe endokonidia. Powstają one w łańcuszkach, które rozpadają się po dojrzeniu, a wytwarzane są endogenicznie w wąskich, wydłużonych i napęczniałych przy podstawie komórkach konidiotwórczych.
Niektóre gatunki Thielaviopsis znane są tylko w postaci anamorfy, przy czym tworzą one dwa rodzaje tych anamorf (tzw. synanamorfy).

## Systematyka i nazewnictwo
Pozycja w klasyfikacji według Index Fungorum: Ceratocystidaceae, Microascales, Hypocreomycetidae, Sordariomycetes, Pezizomycotina, Ascomycota, Fungi.
Synonimy: Chaetonaemosphaera Schwarzman, Milowia Massee, Mycorhynchella Höhn., Rostrella Fabre, Rostrella Zimm., Thielaviopsis Went.
Uwagi taksonomiczne
Do rodzaju tego należą także gatunki, których anamorfy zaliczane są do rodzaju Thielaviopsis. Dla gatunków tych jak dotąd nie znaleziono teleomorfy, jednak na podstawie badań molekularnych ustalono, że należą one do rodzaju Ceratocystis. Zgodnie z ustaleniami nazewnictwa mykologicznego tymczasowo noszą nazwę Thielaviopsis, jednak klasyfikowane są w tym rodzaju, co teleomorfa, a więc w obrębie rodzaju Ceratocystis.
Gatunki występujące w Polsce
- Ceratocystis fimbriata Ellis & Halst. 1890
- Ceratocystis grandicarpa Kowalski & Butin 1989
- Ceratocystis introcitrina Olchow. & J. Reid 1974
- Ceratocystis ips (Rumbold) C. Moreau 1952
- Ceratocystis minor (Hedgc.) J. Hunt 195
- Ceratocystis paradoxa (Dade) C. Moreau 1952
- Ceratocystis piceae (Münch) B.K. Bakshi 1950
- Ceratocystis pilifera (Fr.) C. Moreau 1952
- Ceratocystis prolifera Kowalski & Butin 1989
- Ceratocystis stenoceras (Robak) C. Moreau 1952

Niektóre inne
- Ceratocystis platani (J.M. Walter) Engelbr. & T.C. Harr. 2005

Nazwy naukowe na podstawie Index Fungorum. Wykaz gatunków występujących w Polsce według W. Mułenki i innych oraz J. Marcinkowskiej.